# زقزاق ثلاثي الطوق
زقزاق ثلاثي الطوق (الاسم العلمي: Charadrius tricollaris) هو نوع من الطيور يتبع جنس الزقزاق من فصيلة الزقزاقية.